# Yakup Koçak
Yakup Koçak (Çolig, 1963) is een Zaza-Turkse zanger en muzikant. Hij staat bekend om zijn bijdragen aan de traditionele Zazaki volksmuziek en wordt gerekend tot de hedendaagse vertolkers van dit genre.

## Biografie
Yakup Koçak werd in 1963 geboren in Çolig (ook bekend als Bingöl), in de regio Boglan (Gırvas) in Turkije. Hij groeide op in een Zazaki-sprekende gemeenschap en raakte al op jonge leeftijd vertrouwd met de muzikale tradities van zijn streek.

## Muzikale carrière
Koçak is actief als senatkar (kunstenaar) en muzikant, met een repertoire dat voornamelijk bestaat uit Zazaki en Turkse volksliederen. Zijn werk richt zich op het bewaren en vernieuwen van de orale muzikale tradities van de Zaza-gemeenschap.
Hij heeft diverse albums en liederen uitgebracht, waaronder:
- Zazaca Türküler (2021)
- Zazaca Türküler 2 (Govend/Potpori) (2023)
- Zazaki Govend (Zazaca Halaylar) (2023)
- Nostalji Türküler (2023)

Bekende nummers van Koçak zijn onder meer Deza, Le Nurey, Tı Zalıma, Ti Şiya Mahle Ceri, Lele Mı Va en Zere Zere.

## Discografie (selectie)
- Zazaca Türküler (2021)
- Zazaca Türküler 2 (2023)
- Zazaki Govend (2023)
- Nostalji Türküler (2023)